# (7090) 1992 HY4
A (7090) 1992 HY4 a Naprendszer kisbolygóövében található aszteroida. Henri Debehogne fedezte fel 1992. április 23-án.